# جیش المهدی
جیش المهدی روهی شبه‌نظامی شیعه عراقی و شاخه نظامی حزب جریان صدر است.
در تابستان سال ۲۰۰۳ میلادی پس از سرنگونی حکومت صدام، توسط یک روحانی جوان شیعه بنام مقتدی صدر با هدف حکومت اسلامی تشکیل شد. این گروه نظامی فداییان مقتدی صدر به‌سرعت محبوبیت زیادی در شیعیان عراق یافت، بطوریکه اعضای آن در سال ۲۰۰۶ به شصت هزار نفر می‌رسید و نمایش اقتدار و رژه‌های علنی در شهرهای عراق از جمله شهرک صدر، نجف، بصره، کوفه انجام می‌دادند. در زمان حضور نیروهای آمریکایی، به عنوان شیعه ناراضی از حضور اشغالگران علاوه بر دو گروه دیگر: القاعده تسنن و بازماندگان صدام، درگیری‌های خونین متعددی بین شبه‌نظامیان این گروه با دولت عراق و ارتش آمریکا در شهرهای مختلف عراق روی داده است که موجب کشته‌شدن صدها نفر از نیروهای دو طرف و همچنین غیرنظامیان شده است.
جیش المهدی در زمان اشغال عراق توسط آمریکا رویارویی‌های بسیاری از جمله کوت، کوفه و شهرک صدر و البته انتفاضه مهدویه جنگ نجف تابستان ۲۰۰۴ در دفاع از مقتدی صدر با ارتش آمریکا داشت که در آن جنگ یکماهه حتی به حرم آسیبهایی وارد شد.
لباس شبه نظامیان جیش المهدی، سیاه رنگ با صورت پوشیده به همراه رفتارهای خشن بود که ایجاد رعب و وحشت در دشمنان می‌نمود. طبق سخنی از پیشوای ششم شیعه جعفرصادق که می‌گوید: خداوند مهدی را با سه لشکر فرشتگان و مؤمنان و رعب یاری می‌نماید. مقتدی صدر توصیه کرده بود: در دل دشمنان رعب و ترس بیافکنید. این پوشش بعدها مورد تقلید دیگر گروه‌های شبه نظامی عراق حتی منطقه قرار گرفت.
جیش المهدی به حوثی‌های یمن نیز کمک نظامی نموده است. مقتدی صدر در ۲۰۰۵ با اشاره به وظیفه جیش‌المهدی در حمایت از اسلام گفته بود:اگر کشورهای اسلامی و همسایه از جمله ایران مورد حمله قرار گیرند، از آن کشورها حمایت می‌کنیم.
همچنین جیش المهدی نقشی فعال در انتقام‌جویی‌ها و درگیری‌های مذهبی خونین با افراطیون سنی عراق بعد از تخریب سال ۲۰۰۶ اماکن مقدس شیعه سامرا حرمین عسکریین انجام داد.
جیش المهدی مقتدی صدر با انشعاب‌ها و جدایی‌هایی در ۲۰۰۶ هم مواجه شد که عواملی چون قدرت طلبی و رقابت با مقتدی و حمایت‌های ایران را مؤثر می‌دانند؛ گروه‌هایی مانند «عصائب اهل الحق» و «حرکت النجبا» و «فضیلت» از آن جمله اند؛ این گروه‌ها خود را صدری می‌دانند اما تابع مقتدی صدر نبوده و زیرمجموعه او نیستند و رقابت دارند.
نیروهای جیش المهدی مقتدی صدر در واقعه نیمه شعبان کربلا ۲۰۰۷ با سپاه بدر مجلس اعلای حکیم، دیگر گروه شیعی عراق، درگیر شدند که به معاهده صلح انجامید و تعلیق شش‌ماهه جیش المهدی از سوی مقتدی صدر شد.
بعد از آنکه بریتانیایی‌ها در ابتدای ۲۰۰۸ از بصره خارج شدند، نیروهای شیعی جیش المهدی مقتدی صدر برای ایجاد حکومت اسلامی، عملاً کنترل شهر بصره را در اختیار داشتند اما دولت مرکزی نوری مالکی، شیعه همپیمان، با آنان درگیر شده و جنگ خیابانی سنگینی درگرفت که بیش از یک هفته ادامه داشته و ناامنی و کشته‌های فراوان داشت که نهایتاً دو طرف آتش‌بس کرده توافق شد که: حکومت و اداره کشور با دولت مرکزی باشد و جیش المهدی منحل شده، در عوض اما سلاح صدر دراختیار خودش باشد و مقتدی صدر هم در عرصه سیاسی فعالیت نماید.
نهایتاً در سال ۲۰۰۸ مقتدا صدر شبه نظامیان جیش المهدی را منحل کرد.
مقتدی صدر با حفظ پایبندی به توافق انحلال، بعدتر سازمان نظامی داخلی جدیدی ایجاد کرد تا جای عنوان جیش المهدی را بگیرد، ابتدا لواء یوم موعود که بعدتر منحل شد، و جای آن را سرایا السلام گرفت که نیروهایش همان جیش المهدی سابق هستند. شبه نظامیان صدر از ژوئن ۲۰۱۴ با هدف دفاع از «عتبات و شیعیان» دوباره فعال شده و مقابل پیکارجویان داعش دفاع می‌کند ازجمله در عملیاتهای بازپس‌گیری سامرا و آمرلی و جرف الصخر و طوزخورماتو.
در ۱۳ دی ماه ۱۳۹۸ و پس از ترور قاسم سلیمانی، ابومهدی المهندس و تعدادی از همراهانشان با شناسائی پهپاد آمریکائی (قفل لیزری) و شلیک راکت توسط بالگرد آپاچی در نزدیکی فرودگاه بغداد، مقتدی صدر طی بیانیه‌ای خواهان تشکیل مجدد جیش المهدی شد و آمریکا را به انتقام تهدید کرد.